# Spatzenhausen
Spatzenhausen är en kommun och ort i Landkreis Garmisch-Partenkirchen i Regierungsbezirk Oberbayern i förbundslandet Bayern i Tyskland.
Kommunen ingår i kommunalförbundet Seehausen am Staffelsee tillsammans med kommunerna Riegsee och Seehausen am Staffelsee.